# Henri Savatier
Pour les articles homonymes, voir Savatier.
Henri Savatier (né le 13 novembre 1855 à Poitiers, décédé à Lésigny-sur-Creuse le 13 juillet 1952) est un intellectuel français catholique qui a renoncé à une carrière d’avocat pour jouer un rôle de premier plan dans l’histoire du catholicisme social en France aux côtés d'Henri Lorin, de Léon Harmel et de René de La Tour du Pin. Chef de bataillon de réserve, il a repris du service pendant la guerre de 1914-1918 et a fêté ses 60 ans dans les tranchées à Verdun.

## Origines
Henri Savatier est issu d'une famille de juristes catholiques terriens engagés depuis plusieurs générations. Son père, Jules Savatier, juge au tribunal de Poitiers a été victime de la loi suspendant l’inamovibilité de la magistrature à la suite des lois anticléricales des années 1880. Son grand-père Auguste Savatier, avocat et membre du conseil municipal de Châtellerault n’a pas voulu prêter le serment professionnel du barreau contenant l’adhésion à la constitution orléaniste de 1830. Sa mère Lucie Gaillard est la fille de François-Lucien Gaillard, célèbre chirurgien et professeur de médecine, membre de l’Académie de Médecine et nièce du Père Henri-Adolphe Gaillard, fondateur de la congrégation des « Sœurs de Sainte-Philomène », établie à Salvert dans la Vienne.

## Mariage et enfants
Il épouse le 5 février 1890 à Poitiers, Elisabeth Machet de La Martinière, dont il a eu six enfants : René, Marie-Suzanne, Gabrielle religieuse, Pierre prêtre, Jean-Hilaire, et Jules. Son fils René Savatier fera une brillante carrière à la faculté de droit de Poitiers.

## Études et carrière
• Collège Saint-Joseph de Poitiers (Compagnie de Jésus)
• Choisi par le cardinal Pie comme garçon d’honneur pour recevoir son chapeau de cardinal.
• Docteur en droit – Lauréat de la Faculté de Paris
• Avocat au barreau de Poitiers. À la suite du procès de Paul de La Roche Saint-André (1883), il est révoqué du barreau et condamné à trois semaines de prison pour s’être exprimé au moment où le président prononçait un arrêt de la cour, en s'écriant: C’est abominable !
• Secrétaire diocésain, puis président du comité poitevin de l’œuvre des Cercles catholiques ouvriers.
• Collaborateur de la revue Le XXe siècle
• Président de l' Association Catholique de la Jeunesse Française (AJCF).
• Directeur de rédaction de l'Association catholique. Revue du mouvement catholique social (1880-1909) dont il laissa la direction à Joseph Zamanski.
• Maire de Lésigny-sur-Creuse(1909-1929) remplaçant son père Jules Savatier.
• Président de la Fédération nationale catholique pour le canton de Peumartin (1926-1931).
Influencé dès les premières années de sa vie d’étudiant par son oncle Léonce de Montmartin, son covisiteur à la conférence Saint-Vincent de Paul de Poitiers, il suivit les enseignements du Père Longaye qui professait au collège Saint-Joseph un très remarquable haut enseignement social qu’il avait baptisé ‘’Le Vocabulaire du Bon sens. C’est le père Longaye qui tenant l’université en grande suspicion anti-catholique dissuada, Henri Savatier de diriger son avenir vers l’agrégation de droit. L’avènement du nouveau pape, Léon XIII, auteur de la Lettre sur la Civilisation chrétienne suscita un grand espoir chez beaucoup de catholiques. Nommé alors cardinal, l’évêque de Poitiers monseigneur Pie, choisit Henri Savatier parmi les laïcs poitevins chargés de l’accompagner, ce qui permit au jeune étudiant de faire la connaissance de hauts responsables de l’Église comme le R.P Brichet dit le ‘’Pape bleu’’.
Au XIXe siècle, la révolution industrielle entraîne, chez de nombreux catholiques de France ou d’ailleurs, une prise de conscience du sort pénible de la classe ouvrière, et de laquelle résultera le mouvement réformateur du catholicisme social, consacré, en 1891, par l’encyclique Rerum Novarum.
À Poitiers, une partie de la société catholique est sensibilisée aux problèmes sociaux du temps : Henri Savatier, mènera une carrière de militant et de doctrinaire qui le conduira de l’action locale à l’exercice de responsabilités aux instances dirigeantes des organisations et de la presse du catholicisme social, en liaison avec les leaders historiques de ce courant, Albert de Mun, René de La Tour du Pin, fondateurs de l’œuvre des cercles catholiques d’ouvriers, ou encore avec Léon Harmel.
Grâce à la culture économique et sociale qu’il manifeste dans des ouvrages ou des articles publiés, notamment, dans l’Association catholique, revue de l’œuvre des cercles, 'Henri Savatier' enrichit les doctrines du catholicisme social. Venu, ainsi que la plupart de ses pairs, de la tradition légitimiste, mais conformément aux enseignements de Léon XIII, il se résout à accepter la République en tant que définitivement établi, et il définit la démocratie comme la consubstantialité de l’émancipation politique et de l’émancipation sociale du peuple.
Après avoir combattu glorieusement durant la guerre de 1914-1918, il achèvera sa vie publique en assumant la charge de maire de Lésigny-sur-Creuse où il jouira du statut de notable rural que sa famille, implantée dans cette commune, lui a transmis.

## Vie militaire
- Classe 1875 ;
- Chef de bataillon de l armée territoriale du 30 décembre 1899 ;
- Parti au front comme chef de bataillon au 70e régiment d'infanterie territoriale  le 10 août 1914 ;
- Chef de bataillon honoraire (1916).

 A pris part aux avant-postes et sorties du camp retranché de Paris (1er au 11 septembre 1914), aux guerres de tranchées de l'Oise et de la Somme (1915-1917), aux opérations de Verdun (mars 1916).
Citations : avril 1915 : Citation de l'Officiel
Monsieur Savatier, Henri Lucien, chef de bataillon au 70e régiment territorial d'infanterie : n'a cessé de commander son bataillon pendant toutes les périodes d'instruction et depuis la mobilisation avec la même activité, le même dévouement. À l'ancienneté de ses services viennent s'ajouter les titres qu'il a acquis pendant la campagne actuelle.
Aux armées, le 30 mars 1916, le Lt-Cel Ct le régiment : Simond. Ordre du Régiment no 159 Citations :  Le Chef de Corps cite à l'ordre du Régiment les officiers ci-après :
Chef de bataillon Savatier : pendant tout le cours de la campagne, s'est distingué par son courage, par son énergie et son activité inlassable ; en dernier lieu, près de Verdun, a occupé avec son bataillon et mis en état de défense, du 7 au 12 mars, une position importante sous un bombardement des plus violents.
21 février 1917 - 70e Régiment Territorial d'Infanterie - Ordre du Régiment no 236
Le commandant Savatier quitte demain, sur sa demande (62 ans !), le 70e Régiment territorial et est remis à la disposition du ministre de la Guerre. Il commandait, depuis le début de la mobilisation, le 3e bataillon du régiment, qu'il a conduit dans le camp retranché de Paris, dans les tranchées de l'Aisne, de l'Oise et de la Somme, sur les bords de la Meuse, avec une ardeur juvénile, un entrain infatigable, un dévouement de tous les instants. Le commandant Savatier emporte l'estime de ses chefs qui la lui ont déjà témoignée au cours de la campagne à plusieurs reprises, et la respectueuse affection de ses inférieurs. Son souvenir restera comme exemple dans la mémoire de ceux qui ont servi sous ses ordres, et sera pour eux un encouragement afin d'accomplir leur tâche jusqu'à la victoire finale.
Aux Armées, le Lt-Cel Ct le 70e Rgt Territ J. des Portes

## Décorations
- Chevalier de l'Ordre de Saint-Grégoire-le-Grand (1888).
- Chevalier de la Légion d'honneur (1915).
- Croix de guerre 1914-1918 (trois citations)
- Commandeur de Saint-Stanislas de Russie (1916)

## Ouvrages
- Étude sur le dol, de sa nature, de son influences sur les faits juridique volontaires en droit romain et en droit français imprimerie de Boudet,1881
- De l’honneur ou réflexions d’un prisonnier 185 pages Poitiers-Oudin 1885
- Mémoires sur l'usure & ses effets Imprimerie Gustave Picquoin, 1891
- La Concurrence déloyale, l'accaparement et l'organisation moderne du commerce et de l'industrie Extrait du XXe siècle -Libraigie Ch.Poussielgue-1896

• La Théorie Moderne du Capital et de la Justice 243 pages Paris X – Rondelet 1898
• Carnet de guerres 1914-1916
• Quelques souvenirs 1938